# Alfie Deyes
Alfie Deyes (* 17. září 1993) je britský spisovatel a youtuber, který na YouTube vystupuje pod přezdívkami PointlessBlog, PointlessBlogVlogs či PointlessBlogGames. Od roku 2014 mu byly vydány tři knihy. Poslední kniha vyšla v roce 2016.

## Kariéra
Svůj kanál na YouTube pod uživatelským jménem PointlessBlog zaregistroval v roce 2009. K březnu 2017 měl přes 5.5 milionů odběratelů a více než 460 milionů zobrazených videí. Jeho druhý tzaregistrovaný kanál PointlessBlogVlogs měl přes 3.8 miliony odběratelů a přes 709 milionů zobrazených videí. Má také 4 miliony sledujících na Twitteru a přes 4.8 milionu sledujících na Instagramu. V lednu 2014 byl se dostal na obálku časopisu „Company".
Spolupracoval s několika vloggerů. V jeho videích se objevila Tanya Burr, Louis Cole, Louise Pentland, Grace Helbig, Tyler Oakley, Troye Sivan, Miranda Sings, Joe Sugg a Zoe Sugg. Také natočil pár videí s Arianou Grande.
Byl zmíněný v Debrett's 500 - žebříček 500 nejvlivnějších britů.

### The Pointless Books (Nesmyslné knihy)
V roce 2014 uzavřel smlouvu s vydavatelstvím Blink Publishing.První kniha vyšla v září stejného roku. Druhá kniha byla vydána 26. března 2015 a stala se druhou nejprodávanější knihou podle skutečného příběhu v týdnu jejího vydání. Třetí pokračování bylo plánováno na konec roku 2015.

### Hudba
Objevil se v písni z roku 2014 Do They Know It's Christmas?, kde byl součástí charitativní skupiny Band Aid 30, která se snažila získat peníze na léčbu Eboly v západní Africe. Také byl částí chlapecké skupiny, která se snažila vydělat peníze na Comic Relief, kromě toho byl zmíněný v novinách The Guardian.

### Rádio
V listopadu roku 2014 vystoupil v ranní show The Radio 1 Breakfast Show s Nickem Grimshawem a s kamarádem (taktéž vloggerem) Marcusem Butlerem.

## Osobní život
Je ve vztahu se Zoe Sugg, která je na YouTube známá jako Zoella. Bydlí společně v Brightonu.

## Ocenění a nominace
| Rok  | Nominace                                                            | Ocenění                                         |
| ---- | ------------------------------------------------------------------- | ----------------------------------------------- |
| 2014 | "Ariana Does My Makeup" with Ariana Grande (Ariana dělá můj makeup) | Teen Choice Award for Choice Web Collaboration  |
| 2015 | Nickelodeon Kid's Choice Awards                                     | UK Favourite Vlogger (Britský oblíbený vlogger) |